# Lomatia dentata
Lomatia dentata, conocido por los nombres comunes de piñol, avellanillo, guardafuego o palo negro; es una especie arbórea de la familia de las protéaceas endémica del centro y sur de Chile desde la IV a X región (34 a 43° latitud sur).

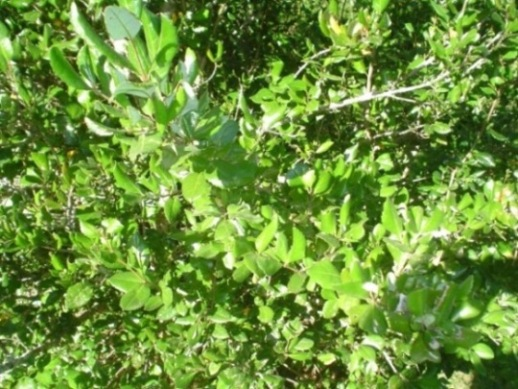
Follaje

## Descripción morfológica
Es un árbol perennifolio de hasta 10 m de altura, con hojas pecioladas, opuestas y alternas, de color verde lustroso por el haz y verde blancuzco por el envés en el que es notorio el nervio medio.  
Sus flores son hermafroditas, de color rojizo o verdoso, se disponen en corimbos. El perigonio lo componen 4 tépalos libres, el androceo es de 4 estambres y el gineceo es un pistilo más largo que los anteriores, persistente hasta cuando el fruto llega a la madurez.
El fruto es un folículo oblongo semileñoso de color café al estar maduro, es angosto en la base y prolongado en su extremo por el estilo lignificado. Produce semillas aladas.

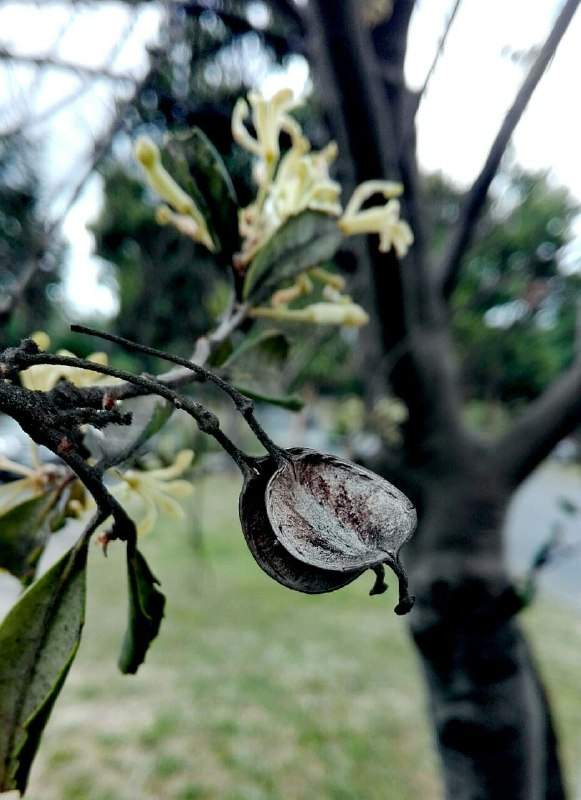
Fruto folículo oblongo.
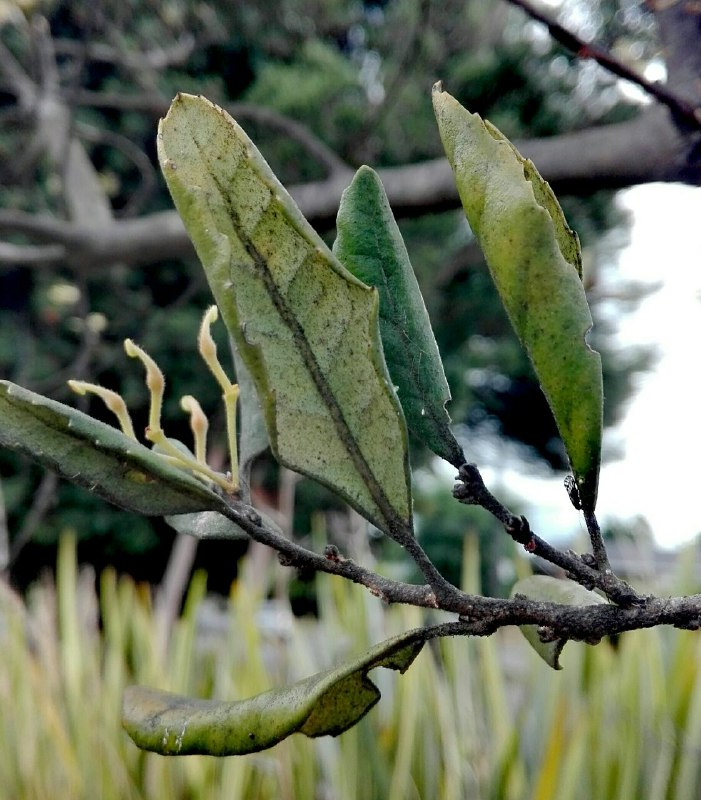
Envés hoja de L. dentata.
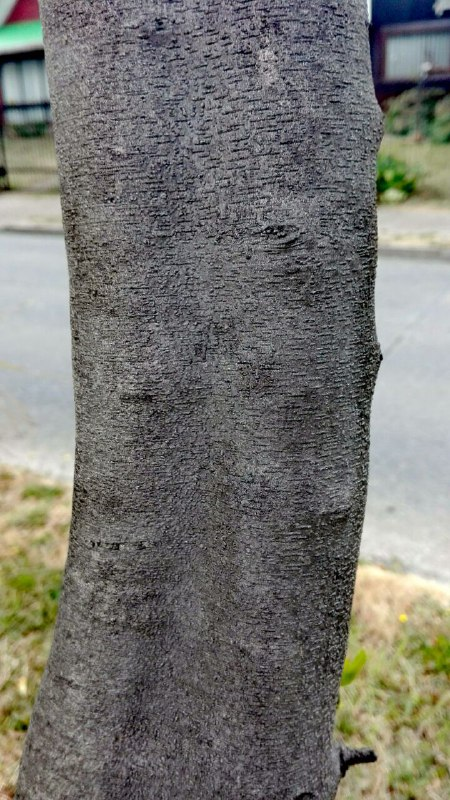
Corteza de L. dentata.
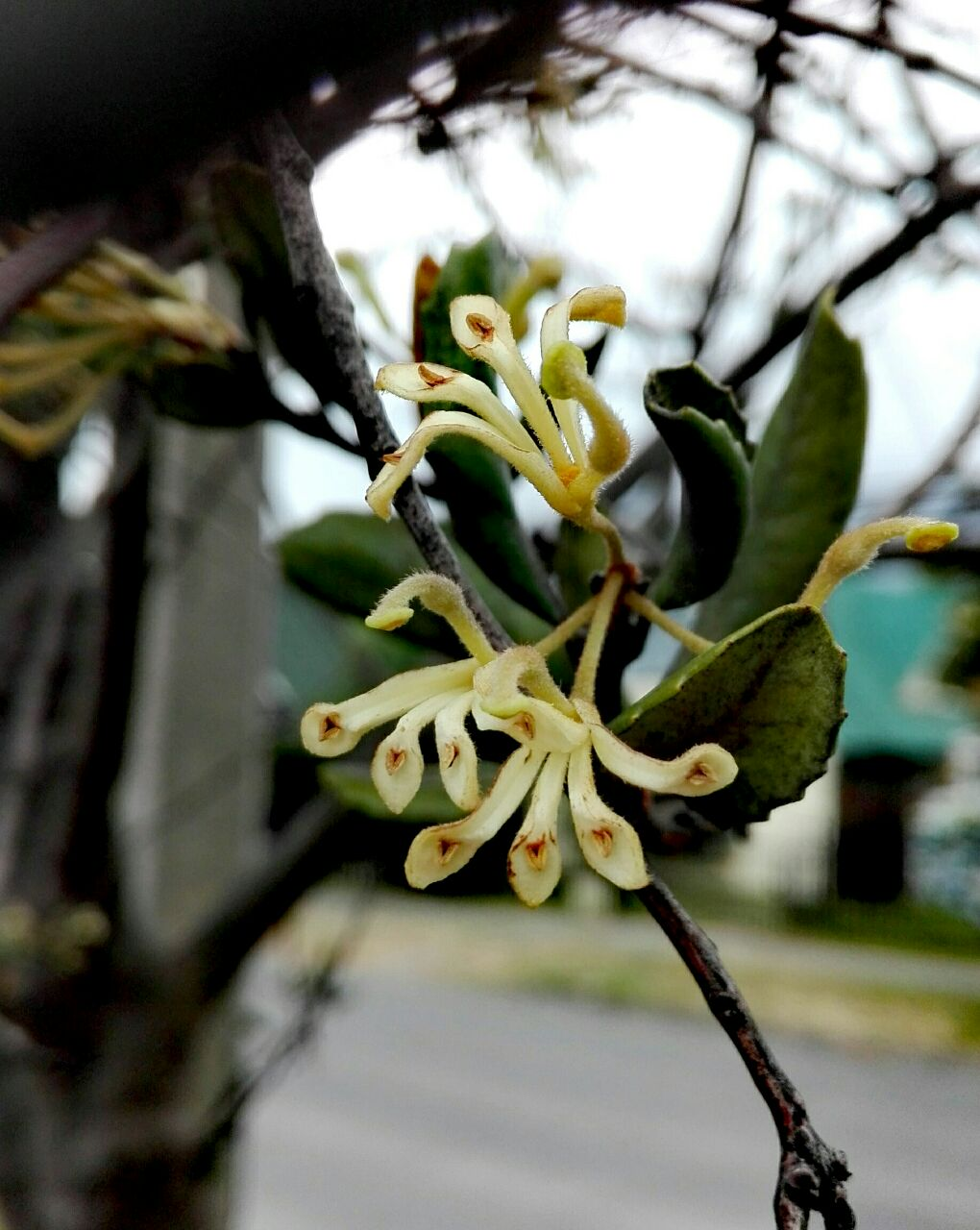
Flores de L. dentata.

## Distribución
Esta especie de la flora de Chile crece principalmente en suelos profundos y húmedos entre la provincia de Colchagua y el norte de la isla de Chiloé; siendo menos frecuente hallarlo en el sur de su área de distribución. Se le encuentra también formando parte de comunidades vegetales en bosques relictos, como en el caso del Cerro Santa Inés, límite boreal de su distribución.

## Usos y cultivo
Su madera tiene una calidad menor que la del avellano chileno pero, al igual que la de este último, es apreciada por su veta oscura sobre fondo claro. No tiene gran utilidad como leña, al contrario, arde muy mal y a eso se debe que el nombre de "guardafuego" y que en ocasiones sea plantado como cortafuego.
Se le ha introducido en España.

## Taxonomía
Lomatia dentata fue descrita por  (Ruiz & Pav.) R.Br. y publicado en Transactions of the Linnean Society of London 10(1): 201. 1811[1810].
Sinonimia
- Embothrium dentatum Ruiz & Pav. basónimo
- L. dentata (Ruiz & Pav.) R.Br. var. acutifolia Meisn.
- L. dentata (Ruiz & Pav.) R.Br. var. obtusifolia Meisn.
- Tricondylus dentatus (Ruiz & Pav.) Kuntze
- Embothrium pinol Dombey ex Meisn.
- Embothrium sylvaticum Poepp. ex Meisn.[3][4]